# Glomera subuliformis
Glomera subuliformis är en orkidéart som beskrevs av Johannes Jacobus Smith. Glomera subuliformis ingår i släktet Glomera och familjen orkidéer. Inga underarter finns listade i Catalogue of Life.